# Euthyone grisescens
Euthyone grisescens är en fjärilsart som beskrevs av William Schaus 1911. Euthyone grisescens ingår i släktet Euthyone och familjen björnspinnare. Inga underarter finns listade i Catalogue of Life.